# نيت ماكميلان
نيت ماكميلان (بالإنجليزية: Nate McMillan)‏ مواليد 3 أغسطس 1964 في رالي، هو لاعب كرة سلة أمريكي سابق تحول إلى التدريب بعد الاعتزال بدأ مسيرته الاحترافية في سنة 1986 يدرب فريق إنديانا بايسرز في الرابطة الوطنية لكرة السلة. يبلغ طوله 6 قدم 5 بوصة (2.0 م). اعتزل اللعب في 1998.

## روابط خارجية
- نيت ماكميلان على موقع إن بي أي (الإنجليزية)
- نيت ماكميلان على موقع سبورتس رفرنس (الإنجليزية)
- نيت ماكميلان على موقع إي إس بي إن.كوم (الإنجليزية)
- نيت ماكميلان على موقع كلية كرة السلة في سبورتس رفرنس.كوم (الإنجليزية)
- نيت ماكميلان على موقع ريلجم (الإنجليزية)
- نيت ماكميلان على موقع بروبوليرز (الإنجليزية)
- نيت ماكميلان على موقع سبورتس رفرنس (الإنجليزية)